# Астрофизика
Астрофизиката е клон на астрономията, който изучава преди всичко свойствата на астрономическите обекти във Вселената (плътност, температура, химичен състав и други). Такива обекти могат да бъдат звезди, комети, планети, галактики, междузвездната среда.
Астрономията е една от най-древните науки. Астрофизиката, за разлика от нея, е сравнително нова наука. Името ѝ е предложено през 1865 г..
Астрофизиката изучава физичната природа и еволюцията на космичните обекти, вкл. на Вселената като цяло чрез наблюдения – практическа астрофизика, и чрез интерпретацията им – теоретична астрофизика. През последните десетилетия тази наука става водещо направление в астрономията. Определящ принос за развитието ѝ имат въвеждането на телескопа в астрономичните наблюдения в началото на XVII в., откриването на спектралния анализ и изобретяването на фотографията през XIX в., възникването на фотоелектричните измервания, радиоастрономията извънатмосферната астрономия през XX в.
Разнообразни са методите, които се прилагат в практическата астрофизика: фотометрия, спектроскопия, фотография и др. Използването на принципно нови методи довежда до създаването и на нови раздели от астрофизиката: радиоастрономия, извънатмосферна астрономия и др. Въвеждането на нови типове светоприемна аппаратура – усъвършенствани фотоемулсии, фотоелектронни светоприемници (например електроннооптични преобразуватели, телевизионни устройства, прибори със зарядова връзка (ПЗС) и др.) заедно с използването на съвременни компютери в голяма степен увеличава възможностите за детайлно изследване на небесните обекти. Голям принос е направен на учените, които работят в специалната асторофизична обсерватория (САО) на АН на СССР. Голям оптичен телескоп бил произведен в СССР и разположен в Северен Кавказ.
Успоредно с развитието на методите на практическата астрофизика, прогреса на физиката и особено на теорията на строежа и излъчването на атомите големи успехи достига и теоретичната астрофизика. Тя се подразделя според обектите на изследване на физика на звездите, на Сълнцето (хелиофизика), на планетите, на мъглявините, на космичните лъчи и др. Голям принос в развитието ѝ имат американецът С. Чандрасекар, индиецът М. Саха, съветският учен В. А. Амбарцумян и др.

## Раздели

### Теоретична астрофизика
Теоретичната астрофизика се занимава с изучаване на състава и еволюцията на Вселената като система, като създава аналитични модели и теории и ги съпоставя основно с наблюдения тъй като експериментите са значително затруднени поради големината и отдалечеността на обектите. Постиженията на науката и техниката спомагат за усъвършенстването на тези модели и по-добри статистически предвиждания.
Едни от тези теории са тази за тъмната материя, Големият взрив, ΛCDM (ламбда-CDM).

### Ядрена астрофизика
Ядрената астрофизика е раздел на физиката, получен при припокриване на области като астрономия, ядрена физика и физика на елементарните частици. Тя изучава и обяснява формирането (посредством ядрени реакции) на химичните елементи. Нейни обекти са ранната Вселена, междузвездната среда, червените гиганти и супернова, които биват изследвани с помощта на комплексни компютърни модели.